# Óblast de Oriol
Oriol u Orel (en ruso: Орло́вская о́бласть, Orlóvskaya Óblast) es uno de los cuarenta y siete óblast que, junto con las veintiuna repúblicas, nueve krais, cuatro distritos autónomos y dos ciudades federales, conforman los ochenta y tres sujetos federales de Rusia. Su capital es la homónima Oriol. Está ubicado en el distrito Central limitando al norte con Briansk y Kaluga, al este con Tula, al sureste con Lípetsk y al oeste con Kursk.

## Geografía

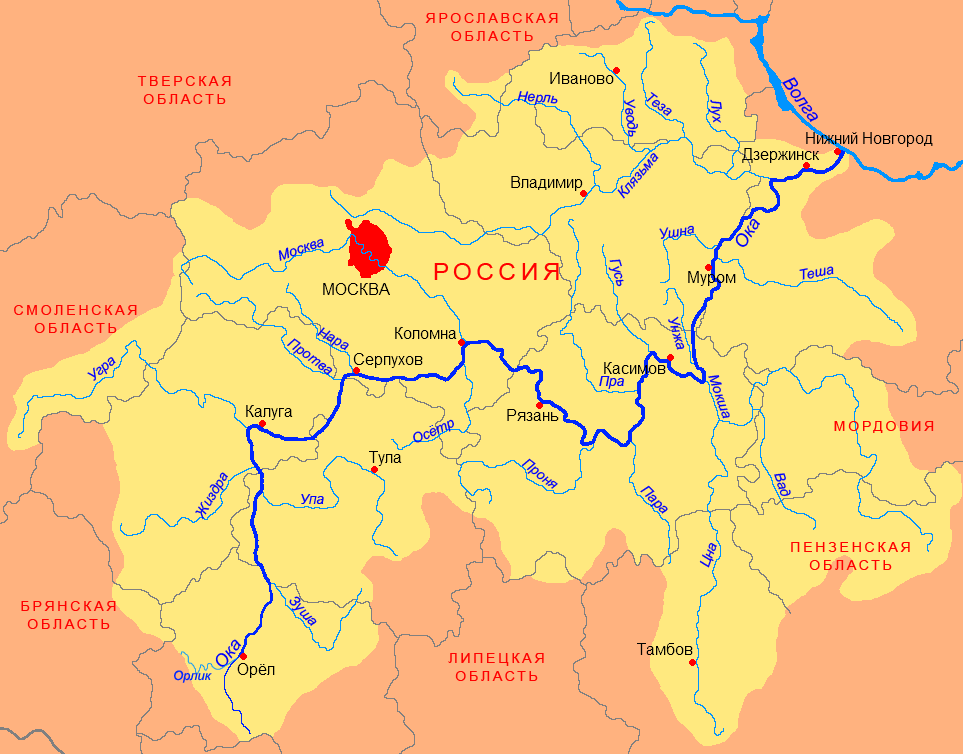
El río Oká —afluente del Volga— nace en este óblast y pasa por su capital, Oriol (Орёл)

### Localización
Está localizada en la parte suroeste del Distrito Federal Central. Las óblasts de Kaluga y Tula la bordean en el norte. La óblast de Briansk está localizado al oeste, el de Kursk —al sur, y el de Lípetsk— al este. De norte a sur, se extiende por más de 150 km, y de oeste a este— por más de 200 km.
Con un área de 24.700 km² es una de las regiones más pequeñas de Rusia.

### Orografía
La óblast está en el centro de las altiplanicies rusas dentro de la estepa. El clima es templado. La temperatura promedio en enero es de −8 °C y la de julio es +18 °C. El promedio de lluvia es de 490-590 mm, y el promedio de cobertura de nieve es de 126 días. Hay unas 48 millones de hectáreas de suelos de tierra negra (chernozems) en la óblast, lo que equivale a tres cuartos de las reservas mundiales de chernozem.

### Zona horaria
Está localizada en la zona horaria de Moscú (MSK/MSD). La diferencia con el UTC es +0300 (MSK)/+0400 (MSD).

## Demografía
Cuenta con una población de 860.262 (según el censo ruso de 2002), de las cuales aproximadamente un 62% es urbana y un 38% rural.

## Subdivisiones
La óblast se divide en tres ókrugs urbanos (Oriol, Livny y Mtsensk) y 24 raiones:
- Raión de Bóljov (capital: Bóljov)
- Raión de Verjovye (capital: Verjovye)
- Raión de Glazunovka (capital: Glazunovka)
- Raión de Dmitrovsk (capital: Dmitrovsk)
- Raión de Dólgoye (capital: Dólgoye)
- Raión de Zálegoshch (capital: Zálegoshch)
- Raión de Známenskoye (capital: Známenskoye)
- Raión de Kolpná (capital: Kolpná)
- Raión de Korsákovo (capital: Korsákovo)
- Raión de Krásnaya Zariá (capital: Krásnaya Zariá)
- Raión de Kromy (capital: Kromy)
- Raión de Livny (sede administrativa: Livny)
- Raión de Maloarjánguelsk (capital: Maloarjánguelsk)
- Raión de Mtsensk (sede administrativa: Mtsensk)
- Raión de Nóvaya Derevnia (capital: Jomutovo)
- Raión de Novosil (capital: Novosil)
- Raión de Oriol (ókrug municipal que rodea la capital regional)
- Raión de Pokróvskoye (capital: Pokróvskoye)
- Raión de Sverdlov (capital: Zmiyovka)
- Raión de Soskovo (capital: Soskovo)
- Raión de Trosná (capital: Trosná)
- Raión de Uritski (capital: Narýshkino)
- Raión de Jotynets (capital: Jotynets)
- Raión de Shablýkino (capital: Shablýkino)

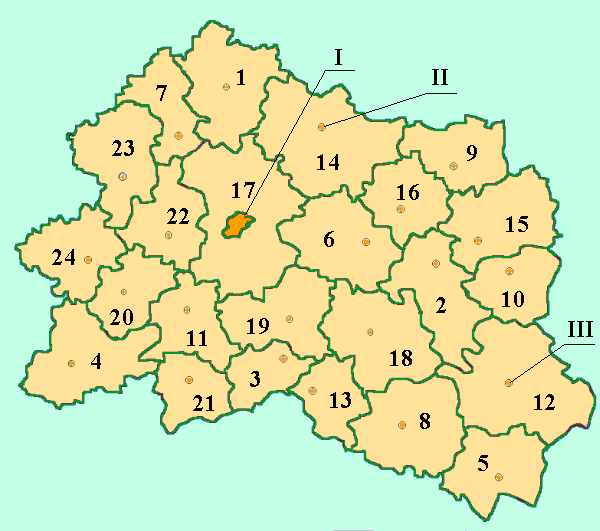
Mapa de raiones de la óblast de Oriol

## Hijos ilustres
- Iván Turguénev
- Guennadi Ziugánov
- Nikolái Leskov